# Chiesa di Santa Maria dei Miracoli (Napoli)

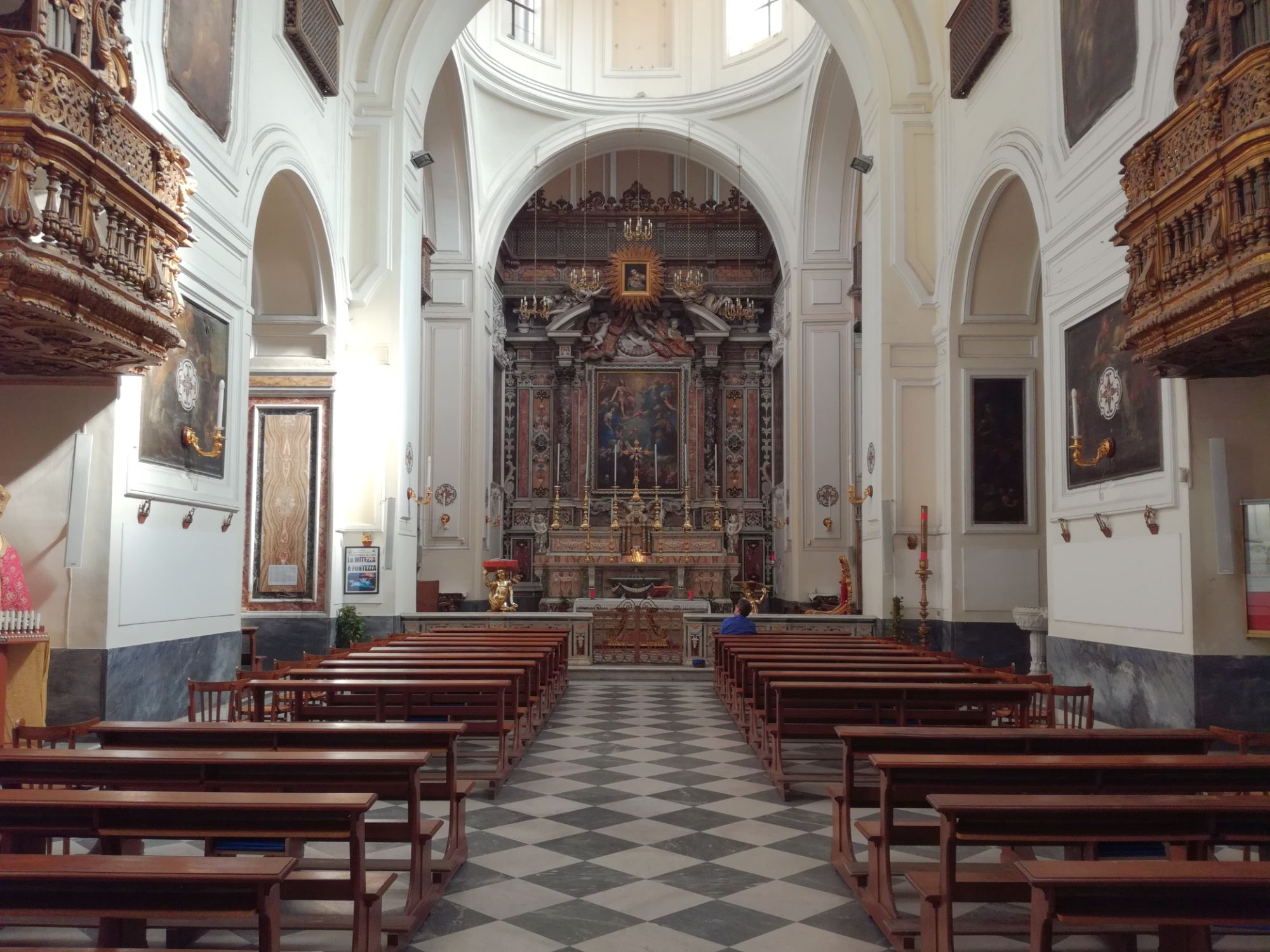
L'interno

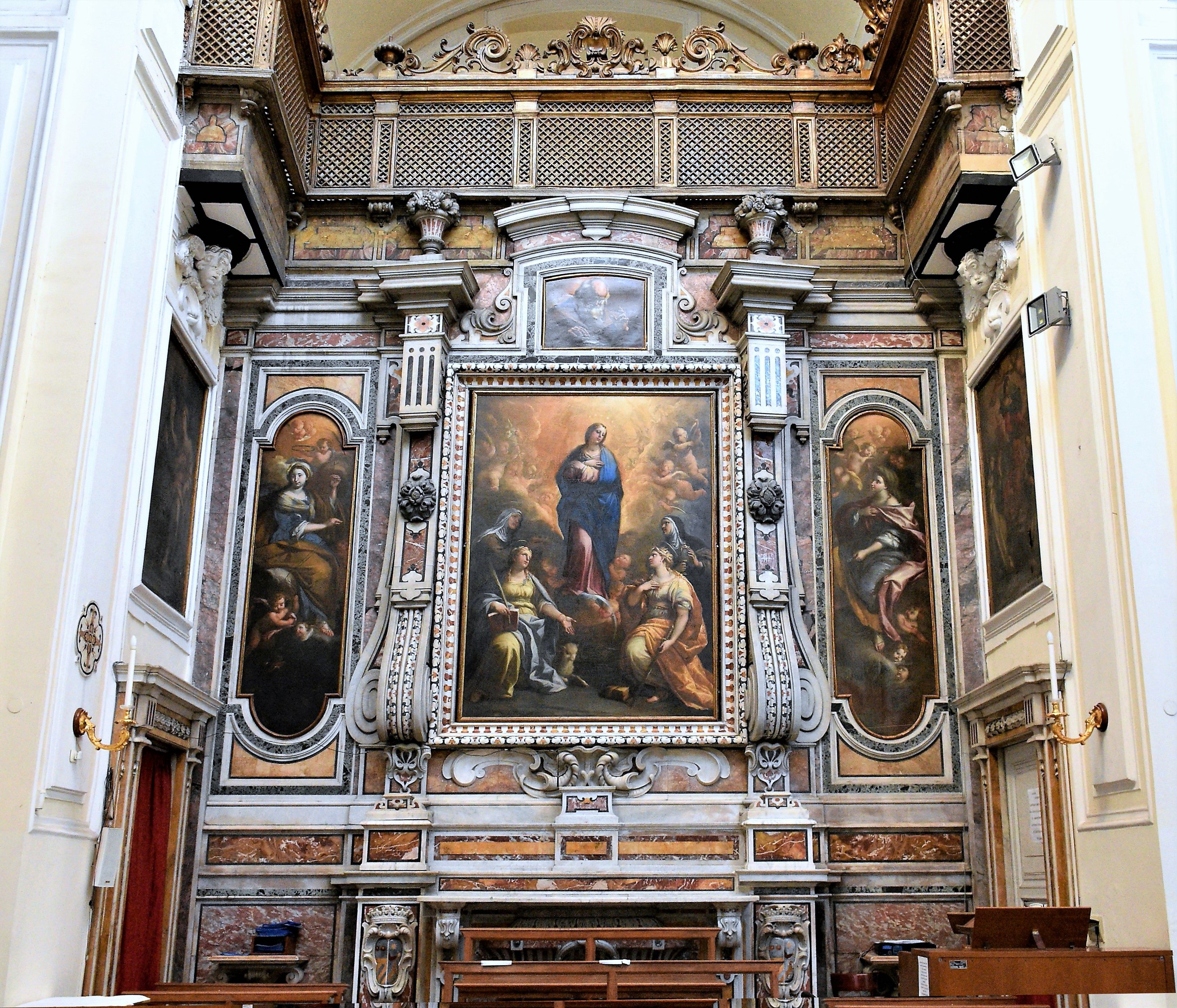
Immacolata con le sante Caterina, Chiara, Agnese ed Elisabetta d'Ungheria, anno 1683 ca. di Luca Giordano

La chiesa di Santa Maria dei Miracoli è una chiesa di Napoli ubicata in largo dei Miracoli, a poca distanza dalla centrale via Foria, in uno dei quartieri più popolari della città e del suo centro storico. Custodisce la sacra effigie della Madonna dei Miracoli, il cui originale è stato ritrovato nel 2023. 
La zona antistante la chiesa, ampliata nella sua estensione, prese il nome di Miracoli (come tutto il quartiere circostante), in ossequio al nome del tempio.

## Storia
La costruzione della chiesa fu avviata nel XVII secolo in una zona prospiciente il limite nord della murazione antica della città; nello stesso periodo fu fondato l'omonimo convento ed assegnato ai padri Riformati Conventuali di San Lorenzo.
Il complesso architettonico passò nel 1660 sotto la giurisdizione della nobile associazione caritativa del Pio Monte della Misericordia, che se ne fece carico in seguito alla soppressione dell'ordine religioso, dietro affidamento di una cospicua somma di denaro dallo stato che doveva permettere altresì la creazione di un monastero femminile ispirato alla regola francescana.
Un programma di restauro venne eseguito sotto la direzione di Francesco Antonio Picchiatti (1662-65) che si avvalse la collaborazione di Cosimo Fanzago e Domenico Tango; le opere che ne scaturirono portarono all'ampliamento di tutta l'area conventuale ed alla costruzione di un chiostro con impianto idraulico di Dionisio Lazzari.
Attualmente il monastero, che dopo l'Unità d'Italia fu intitolato alla principessa Maria Clotilde di Savoia, è sede di una scuola pubblica.

## Descrizione
Il rimodernamento della facciata è del 1790 ed è opera di Camillo Lionti.
La chiesa presenta una struttura a croce latina, con navata unica e cappelle laterali, transetto e abside di forma rettangolare; gli interventi decorativi di Giovan Domenico Vinaccia portarono al mutamento della fisionomia generale della chiesa con opere di scultura, rifacimento della pavimentazione degli altari e delle acquasantiere.
All'interno sono presenti numerose testimonianze artistiche. Il ricco patrimonio pittorico della chiesa è dovuto in gran parte alla mano di Andrea Malinconico, ma i pezzi forti sono: gli affreschi del pronao di Giovanni Battista Beinaschi e le due tele di Andrea Vaccaro (La Trinità con la Vergine e San Giuseppe al centro, dietro l'altare maggiore) e di Luca Giordano (L' Immacolata con le sante Caterina, Chiara, Agnese ed Elisabetta d'Ungheria sopra l'altare sinistro del transetto). Non mancano anche opere di scultura, come il Crocifisso di Nicola Fumo e il San Giuseppe col Bambino in legno policromo, attribuito a Giuseppe Picano.

## Il chiostro
Facente parte del monastero di Santa Maria della Provvidenza, fu edificato per volontà di Giovanni Camillo Cacace, che investì quasi tutti i suoi averi monetari nella costruzione di una cittadella religiosa per le francescane.